# Ermita de Sant Marc (Castellfabib)
L'ermita de Sant Marc és un temple religiós sota l'advocació de Sant Marc en el llogaret de Los Santos, al terme municipal de Castellfabib (Racó d'Ademús).
És Bé de Rellevància Local amb identificador nombre 46.09.092-005.

## Història
L'ermita data del segle xviii, encara que ha estat reformada diverses vegades, sent l'última i la que li va donar l'aspecte actual l'esdevinguda en la dècada dels 50 del segle xx.

## Descripció
L'ermita de Sant Marc de Los Santos, que exerceix funcions d'Església Parroquial, és una construcció realitzada amb maçoneria i pedra. L'entrada a l'ermita es troba entre dos contraforts d'un parament lateral. Té annexa una torre-campanar d'un sol cos, amb una coberta piramidal. En el campanar hi ha dues campanes de fosa recent, la campana Los Santos, fosa per Portilla Hns. (Santander), en 1991, amb un diàmetre de 56 cm i un pes de 102 kg, i la campana Lucía, fosa per Manclús, Salvador (València) en 1975, amb un diàmetre de 61 cm i un pes de 131 kg.
L'interior es divideix en tres naus, cobertes amb volta de canó, també posseeix un cor als peus.
L'ermita posseeix una abundant quantitat d'imatgeria, però tota ella posterior a la Guerra Civil.